# Un giorno nella vita (film 1990)
Un giorno nella vita (Silent Scream) è un film del 1990 diretto da David Hayman. La pellicola è stata presentata in concorso al Festival di Berlino 1990